# Cattedrale di Santa Maria (Sandakan)
La cattedrale di Santa Maria (in inglese: St. Mary's Cathedral), è la chiesa cattedrale della diocesi di Sandakan e si trova nella città di Sandakan, in Malaysia.

## Storia
Nel corso del XIX era stata eretta una prefettura con sede a Labuan, un'isola sulla costa nord-occidentale del Borneo. In periodo vennero istituite nel territorio della prefettura diverse stazioni missionarie, tra cui la missione St. Mary di Sandakan, una piccola città situata sulla costa nord-est del Borneo.
La prima chiesa era costituita da un'umile attap, una capanna di legno. Nel 1952 padre Anthony Mulders iniziò i lavori per l'odierna cattedrale e l'intero complesso della missione, completati nel 1961. Nello stesso anno venne celebrata la consacrazione della chiesa da parte del vescovo James Buis, vicario apostolico di Jesselton.